# LMFAO
LMFAO este un duo de rapperi EDM americani, constând din unchiul și nepotul Redfoo și Sky Blu, respectiv.

## Discografie
Albume
- Party Rock (2009)
- Sorry for Party Rocking (2011)

## Turnee
În deschidere
- Kesha – Get Sleazy Tour (United Kingdom, North America—Leg 3 dates) (2011)

Principal
- Sorry For Party Rocking Tour (2012)

## Premii și nominalizări
| An   | Premiu                            | Categorie                           | Recipient                                                                | Rezultat     |
| ---- | --------------------------------- | ----------------------------------- | ------------------------------------------------------------------------ | ------------ |
| 2010 | Grammy Awards                     | Best Dance/Electronica Album        | Party Rock                                                               | Nominalizare |
| 2011 | Teen Choice Awards                | Choice Summer Song                  | "Party Rock Anthem" featuring Lauren Bennett & GoonRock                  | Nominalizare |
| 2011 | Premios 40 Principales            | Best International Song             | "Party Rock Anthem"                                                      | Câștigat     |
| 2011 | MTV Video Music Awards            | Best Choreography                   | "Party Rock Anthem" featuring Lauren Bennett & GoonRock                  | Nominalizare |
| 2011 | American Music Awards             | Favorite Pop/Rock Band/Duo/Group    | LMFAO                                                                    | Nominalizare |
| 2011 | MTV European Music Awards         | Best New                            | LMFAO                                                                    | Nominalizare |
| 2011 | MTV European Music Awards         | Best Push                           | LMFAO                                                                    | Nominalizare |
| 2012 | People's Choice Awards            | Favorite Song of the Year           | "Party Rock Anthem" featuring Lauren Bennett & GoonRock                  | Nominalizare |
| 2012 | People's Choice Awards            | Favorite Music Video of the Year    | "Party Rock Anthem" featuring Lauren Bennett & GoonRock                  | Nominalizare |
| 2012 | NRJ Music Award                   | International Group/Duo of the Year | "LMFAO"                                                                  | Câștigat     |
| 2012 | NRJ Music Award                   | Favourite Music Video of the Year   | "Party Rock Anthem" featuring Lauren Bennett & GoonRock                  | Câștigat     |
| 2012 | Kids' Choice Awards               | Favorite Music Group                | LMFAO                                                                    | Nominalizare |
| 2012 | Kids' Choice Awards               | Favorite Song of the Year           | "Party Rock Anthem" featuring Lauren Bennett & GoonRock                  | Câștigat     |
| 2012 | Juno Awards                       | International Album of the Year     | "Sorry for Party Rocking"                                                | Nominalizare |
| 2012 | 2012 Latin Billboard Music Awards | Crossover Artist of the Year        | LMFAO                                                                    | Câștigat     |
| 2012 | Billboard Music Awards            | Top 100 Song                        | "Party Rock Anthem" featuring Lauren Bennett & GoonRock                  | Câștigat     |
| 2012 | Billboard Music Awards            | Top Radio Song                      | "Party Rock Anthem" featuring Lauren Bennett & GoonRock                  | Nominalizare |
| 2012 | Billboard Music Awards            | Top Streaming Song                  | "Party Rock Anthem" featuring Lauren Bennett & GoonRock                  | Nominalizare |
| 2012 | Billboard Music Awards            | Top Digital Song                    | "Party Rock Anthem" featuring Lauren Bennett & GoonRock                  | Câștigat     |
| 2012 | Billboard Music Awards            | Top Pop Song                        | "Party Rock Anthem" featuring Lauren Bennett & GoonRock                  | Câștigat     |
| 2012 | Billboard Music Awards            | Top Rap Song                        | "Party Rock Anthem" featuring Lauren Bennett & GoonRock                  | Câștigat     |
| 2012 | Billboard Music Awards            | Top Dance Song                      | "Party Rock Anthem" featuring Lauren Bennett & GoonRock                  | Câștigat     |
| 2012 | Billboard Music Awards            | Top Digital Song                    | "Sexy and I Know It"                                                     | Nominalizare |
| 2012 | Billboard Music Awards            | Top Pop Song                        | "Sexy and I Know It"                                                     | Nominalizare |
| 2012 | Billboard Music Awards            | Top Rap Song                        | "Sexy and I Know It"                                                     | Nominalizare |
| 2012 | Billboard Music Awards            | Top Dance Song                      | "Sexy and I Know It"                                                     | Nominalizare |
| 2012 | Billboard Music Awards            | Best Group/Duo                      | "LMFAO"                                                                  | Câștigat     |
| 2012 | MTV Movie Awards                  | Best Music                          | "Party Rock Anthem" featuring Lauren Bennett & GoonRock "21 Jump Street" | Câștigat     |
| 2012 | MuchMusic Video Awards            | International Video of the Year     | "Sexy and I Know It"                                                     | Câștigat     |
| 2012 | MuchMusic Video Awards            | Most Streamed Video of the Year     | "Sexy and I Know It"                                                     | Nominalizare |
| 2012 | MuchMusic Video Awards            | International Artist                | "LMFAO"                                                                  | Nominalizare |
| 2012 | 2012 MTV TRL Awards               | Best Video                          | "Party Rock Anthem" featuring Lauren Bennett & GoonRock                  | Câștigat     |
| 2012 | MTV Video Music Awards Japan      | Best New Artist                     | "Party Rock Anthem" featuring Lauren Bennett & GoonRock                  | Nominalizare |
| 2012 | MTV Video Music Awards Japan      | Best Choreography                   | "Party Rock Anthem" featuring Lauren Bennett & GoonRock                  | Nominalizare |
| 2012 | VEVOCertified Awards              | 100.000.000 Views                   | "Party Rock Anthem"                                                      | Câștigat     |
| 2012 | VEVOCertified Awards              | 100.000.000 Views                   | "Sexy and I Know It"                                                     | Câștigat     |
| 2012 | VEVOCertified Awards              | 100.000.000 Views                   | "Sorry For Party Rocking"                                                | Câștigat     |
| 2012 | VEVOCertified Awards              | 100.000.000 Views                   | "Shots"                                                                  | Câștigat     |
| 2012 | VEVOCertified Awards              | 100.000.000 Views                   | "Champagne Showers"                                                      | Câștigat     |
| 2012 | Premios 40 Principales America    | Best International Dance Artist     | LMFAO                                                                    | Câștigat     |
| 2013 | 2013 World Music Awards           | Worlds Best Song                    | "Party Rock Anthem"                                                      | În așteptare |
| 2013 | 2013 World Music Awards           | Worlds Best Video                   | "Sorry For Party Rocking"                                                | În așteptare |
| 2013 | 2013 World Music Awards           | Worlds Best Group                   | LMFAO                                                                    | În așteptare |
| 2013 | 2013 World Music Awards           | Worlds Best Album                   | Party Rock                                                               | În așteptare |
| 2013 | 55th Grammy Awards                | Best Pop Duo/Group Performance      | "Sexy And I Know It"                                                     | Nominalizare |